# Budizam
Budizam je jedna od pet velikih svjetskih religija. Nastao je u VI. stoljeću prije Krista u sjevernoj Indiji. Osnovao ga je Sidarta Gautama, za kojeg se većina stručnjaka slaže da je živio od 563. do 483. pr. Kr. Najstariji sačuvani podaci nalaze se u tekstovima prakriti skupine jezika koja uključuje gandari i pali. Tekstovi na pali jeziku su formirali kanon današnjeg teravada budizma dok su gandara tekstovi, iako nestali iz aktivne upotrebe, kao najstariji dostupni zapisi danas iznimno bitni za razumijevanje ranih faza razvoja. Djelomično su sačuvane i druge verzije ranih škola pri čemu su važni kineski prijevodi koji ponekad sadrže jedine preostale zapise određenih tekstova, kao i neki drugi fragmenti i tekstovi. Glavne grane budizma su teravada (škola starih) i mahajana (velika kola) dok se vađrajana ponekad smatra zasebnom, a ponekad dijelom mahajane. Budizam utjecao na europsku filozofiju, osobito u XIX. stoljeću. Broj sljedbenika budizma procjenjuje se između 150 do 500 milijuna jer budizam ne isključuje i pripadnost nekoj drugoj vjeri.

## Povijest

### Siddharta Gautama (Buda)
Prema vjerskim zapisima Sidarta Gautama je bio sin bogatog vladara manjeg teritorija u podnožju Himalaje, u današnjem Nepalu. Njegovom je ocu prorokovano da će sin postati ili veliki vladar ili prosjak, lutalica i beskućnik. Otada ga je pokušavao zaštititi od svih nevolja ovoga svijeta. Gautama je odgajan u prekrasnim palačama, poučavan je znanosti i umjetnosti, a u šesnaestoj godini je stupio u brak s Jašodarom, vršnjakinjom plemenita roda s kojom je dobio sina Rahulu.
Dok mu je sin odrastao Gautamu je počeo uznemirivati problem ljudske boli i patnje, pa je unatoč nagovorima oca napustio toplinu i udobnost doma da bi se posvetio traženju rješenja u asketskom odricanju, potaknut ranijim iskustvom pri rijetkom izlasku iz sigurnosti palače, kada se susreo sa starcem u posljednjem stupnju senilnosti, čovjekom pogođenim bolešću, truplom koje su nosili na spaljivanje i na kraju, zadovoljnim redovnikom koji je putovao svijetom s prosjačkom zdjelom, odjeven u jednostavnu žutu haljinu, ali je ipak zračio radošću i mirom.
Gautama je proveo nekoliko godina udubljen u najekstremnije asketske vježbe izgladnjujući se gotovo do smrti i kontemplirajući pod vodstvom nekolicine poznatih sramana učitelja svog vremena, ali je rješenje problema patnje pronašao tek kad se odrekao tog puta postigavši nirvanu ispod "Drva prosvjetljenja", pod kojim se zavjetovao sjediti u meditaciji sve dok ne ostvari svoj cilj. Tada je postao Buda (prosvijetljeni) i spoznao je podrijetlo patnje i boli kao i put koji vodi oslobođenju. Svoja je iskustva i spoznaje sažeo u formulama četiri plemenite istine i osmerostrukog puta koje spominje već u prvoj propovijedi i koje su temelji budističke doktrine.

### Budizam
Buda je ubrzo nakon prosvjetljenja počeo podučavati te prihvaćati učenike u svojevrsnu asketsku zajednicu. U početku je ona bila dosta neformalna, a s vremenom su se, kao odgovor na potrebe organizacije razvijala kompleksna redovnička pravila. Ona su i danas jedan od najstarijih tekstualnih izvora budizma i svjedoka razvoja zajednice. Redovnička je zajednica do današnjih dana u većini budističkih kultura ostala temeljem i čuvarem religije.

## Podjela
Prve naznake unutarnjih podjela u zajednici se mogu pronaći stotinjak godina nakon Budine smrti, a ponekima i od najranijih vremena. Tijekom idućih nekoliko stoljeća se zbog razlika u doktrinarnim pitanjima, redovničkim pravilima te pod utjecajem zemljopisnih udaljenosti razvijaju rane škole. U početku su to samo teorijske podjele koje s vremenom postaju i administrativne te se redovnička zajednica i formalno dijeli. Od prvotne podjele na dvije tradicije stavira i mahasamgika razvio se veći broj ranih škola. Današnji teravada budizam se formalno veže uz jednu od podskupina stavira tradicije kao svojevrstan nasljednik dok je mahajana siri pojam prvenstveno povezan doktrinarnim sličnostima koje iako vjerojatno nastale među mahasamgikama južne Indije ne predstavlju neku specifičnu tradicionalnu školu te unutar sebe nastavlja različite monaške tradicije.

### Teravada (škola starih)
Uvjetno rečeno teravada ("govor starih") je najstarija od živućih škola, tj. to je tradicija koja relativno rano izolirala i izdvojila te doktrinarno zatvorila pred daljnjim utjecajima i promjenama temeljnog kanona. Nastala je u razdoblju od II. st. pr. Kr. do I. st. Dok su druge tradicije nastavile širiti korpus kanonskih tekstova ona prihvaća jedino Tripitaku dok su svi drugi tekstovi smatrani apokrifnima. U tradiciji i danas u velikoj mjeri vlada stav i stalni osjećaj osjetljivosti i ugroženosti doktrine te potrebe za njenim čistim ortodoksnim očuvanjem pred prijetnjama, a u to su se ime često kroz povijest provodile reforme u svrhu jačanja ortodoksije i vraćanja izvorima pri čemu su presudnu ulogu igrale promjene na političkoj sceni i podrške vladara raznim frakcijama. Tako i današnji oblik teravade u velikoj mjeri dolazi iz opširnih reformi koje su se provodile u kolonijalno doba, a od tada potiče i na zapadu sve popularnija tradicija meditacijske prakse vipassane koja se nizom pokušaja i eksperimenata u sklopu šireg nastojanja povratka izvorima u to vrijeme pokušavala na osnovu drevnih spisa reanimirati među asketizmu i kontemplaciji sklonijim redovničkim krugovima, s većim ili manjim uspjesima.
Ponekad se za ovu tradiciju koristio i naziv hinajana (mala kola) te se isti i danas može pronaći u literaturi. Taj je izraz nastao i korišten unutar mahajane (velika kola) kao kritička referenca na ideale nekih ranih škola uz pogrdne konotacije te ga theravada nikada sama nije koristila niti prihvaćala. Kako te škole iako srodne nisu isto što i današnja teravada i među njima postoje doktrinarne razlike, kao i zbog pogrdnih konotacija koje termin sa sobom nosi, danas se u literaturi uglavnom izbjegava. 
Ova grana budizma raširena je u Šri Lanki, Tajlandu, Mjanmaru i Kambodži.

### Mahajana (velika kola)
Mahajana je nastala od I. do VII. st. i danas je najveća i najšarolikija budistička skupina, posebno ako u nju uvrstimo i vađrajanu koja se može promatrati i kao njen dio i kao zasebna tradicija.
Iako prihvaća stari kanon tripitake otvorena je novim tekstovima, razmatranjima i promjenama doktrine. Većina novih tekstova se na neki način nastoji pripisati Budi ili njegovim učenicima te je kao takva predstavljena u uvodnim poglavljima istih, no povijesno su gledano to zasigurno mlađi spisi, mahom pisani na hibridnom i manjoj mjeri "brahimnskom" sanskrtu koji je tada već bio mrtav jezik standardiziran u svoju klasičnu formu religijskih i intelektualnih elita. Neki tekstovi su vjerojatno izvorno nastali i na drugim jezicima zemalja gdje je postojao budizam, prvenstveno na kineskom, te su se naknadno prevodili na sanskrt i predstavljali kao izvornik. Osim izvora spisa i izvori tradicije su tražili mitološku vezu s ranim budizmom koja vjerojatno nije povijesna poput one zen budizma o prijenosu pečata svijesti Bude odabranom učeniku koji je dalje isti prenio tajnim ezoteričnim nasljeđem sve do povijesnih ili polupovijesnih ličnosti kineskoga budizma (povijesno se gledano radi o novoj, autohtono kineskoj formi pod velikim utjecajem taoizma).
Počeci mahajane mogu se tražiti još u radu učenjaka s Nalanda sveučilišta, posebno Nagarjune (o. 150. – 250. g.), odnosno još i ranije u samostanskim krugovima istočne obale juga Indije gdje su se neki od najznačajnijih ranih autora po svemu sudeći formirali. U početku su u budizmu postojale samo neformalne doktrinarne/filozofske razlike gdje su pripadnici istog samostana ili učilišta mogli podržavati različite škole. Tek se vremenom i interakcijom tih razlika s geografskim širenjima i razdvajanjima te političkim utjecajima razne skupine i formalno razdvajaju u zasebne redovničke zajednice. Madjamaka i jogaćara su glavne mahajanske filozofske tradicije u Indiji, a u Kini se kao značajno učenje razvija i ona Buda-prirode (Tatagatagarba; Budadatu).
Unutar mahajane se pojavljuje i tradicija čiste zemlje koja, za razliku od većine drugih pravaca oslonjenih na samo-spasenje, ima elemente devocijsko-religijskog spasenja po milosti vanjskog čimbenika, odnosno Bodisatve. Smatraju naime kako se u vremenima dekadencije u kojima živimo ne može postići oslobođenje na ovome svijetu već se utjecanjem bodisatvama nadaju rođenju u visim duhovnim sferama gdje će dostići konačno oslobođenje.
Mahajana budizam proširen je po Kini, Japanu, Vijetnamu i Koreji.

### Vađrajana
Ovu se tradiciju može svrstati i unutar mahajane na čijim je temeljnim učenjima izgrađena. Nastaje nakon VII. soljeća, u vrijeme snažnog utjecaja tantre koja je obilježila kako budizam tako i hinduizam srednjega vijeka, osobito u sjeverozapadnim dijelovima Indije. Kao takva bogata je ezoteričnim elementima, kompleksnim obredima, magijskim praksama i tome slično. Danas je predstavljaju Tibetanski budizam i pojedine japanske tradicije, prvenstveno šingon. Pri tome se zbog ranijeg prelaska japanska vađrajana zasniva samo na starijim tekstovima dok tibetanska tradicija prenosi cjeloviti tantrički korpus, a konstantno do danas razvija i nove inačice kroz doktrinu sakrivenih učenja (u fizičkom ili duhovnom svijetu) koje odabrani mogu u bilo kojem trenutku ponovno otkriti i time započeti novu (ili s gledišta vjere rekonstruirati staru) duhovnu praksu i tradiciju. Osim u Tibetu i Japanu raširena je i u Mongoliji, Butanu, Nepalu te manjinski u Kini i Rusiji.

### Suvremena kretanja
Uz reforme unutar tradicionalnih pravaca u svjedočimo razvoju novih oblika budizma djelomično ili potpuno odvojenih od tradicionalnih skupina. Uz razne religijski orijentirane nove pokrete usmjerene prema laicima, sinkretičkog karaktera ili na drugi način specifične, pri čemu se na istoku posebno ističu oni u carskom i suvremenom Japanu, javljaju se i oni humanističkoga i socijalno usmjerenog karaktera kao i sekularni budizam prisutan na zapadu.
U okviru novijih socijalno usmjerenih pokreta valja istaknuti indijski dalitski (kasta nedodirljivih) budizam, kojim je najutjecajniji postkolonijalni vođa ove društveno ugrožene skupine modificiranu theravadu u nekoj mjeri vratio u Indiju, gdje je budizam, osim u pograničnim indijsko-tibetskim područjima, bio gotovo nestao. Cilj je pri tome prvenstveno napuštanje hinduizma i kastinskog sustava koji se optužuje za težak socioekonomski status.

## Učenje (darma)

### Temeljne ideje i pojmovi
Četiri plemenite istine (čatvari arja satjani)
1. Postojanje patnje: prolaznost, promjenjivost i nestalnost cjelokupne egzistencije neizbježno stvara patnju (neugodno iskustvo, strah od gubitka ugodnih iskustava i stvari za koje smo vezani, suptilno konstantno nezadovoljstvo svojstveno uvjetovanoj egzistenciji, itd.)
2. Nastanak patnje: iskustvo patnje nastaje zbog žudnji i vezanosti za prolazno uvjetovanih neznanjem i nerazumijevanjem prirode prolaznosti života
3. Prestanak patnje: postoji mogućnost oslobođenja od uvjetovane egzistencije i uz nju vezane patnje
4. Put koji vodi do prestanka patnje: sloboda se može naći slijeđenjem osmerostruke staze

Osmerostruka staza (aštanga marga)
1. ispravno spoznavanje ili razumijevanje
2. ispravan stav ili nakana
3. ispravan govor
4. ispravno djelovanje
5. ispravan život
6. ispravno nastojanje
7. ispravna usredotočenost
8. ispravna svjesnost

Ne-duša (anata, anatma)
Temeljno učenje koje govori o nepostojanju bilo kakvog fiksnog, vječnog i nepromjenjivog središta, suštine individualnog bića. Sve što egzistira posljedica je kombinacije različitih faktora, elemenata i njihovih međuodnosa. Ništa ne postoji po sebi, ništa nije vječno, sve je u konstantnom pokretu i promjeni, a samo je lažno poistovjećivanje trenutne kombinacije faktora i ograničenog pogleda na kratko vremensko razdoblje uzrok iluzije individualne osobnosti.
Međuovisna uzročnost svih pojava (pratitjasamutpada)
Ništa ne egzistira po sebi i ništa nema vječnu nepromjenjivu suštinu. Sve pojave proizlaze iz kombinacija raznih faktora koji su u stalnim interakcijama i mjenama, a sveukupnost čijih kompleksnosti ljudski um ne može nikada obuhvatiti, no može razumjeti prirodu njihova funkcioniranja.
Instrumenti spoznaje/stjecanja znanja
Budistička filozofija priznaje samo dva od šest tradicionalnih instrumenata spoznaje o kojima se raspravlja u Indijskim tradicijama. To su: direktno zapažanje i izravno logičko zaključivanje. Kao vjerodostojni izvori spoznaje ne priznaju se metafizička objava, autoritet, indirektno logičko zaključivanje i analogija.
Ipak, u praksi se može zamijetiti dosta tih formalno odbačenih postupaka koji se potom pokušavaju racionalizirati i interpretirati na način koji bi ih trebao uvrstiti u dva navedena.
Pojam spasenja u budizmu
Pojam spasenja izravno je povezan s pojmom samsare i četiri plemenite istine koje govore o patnji kao neizbježnom sadržaju ljudske egzistencije samom prirodom uvjetovane prolazne pojavnosti. Samsara u sebi uključuje ideje karme i reinkarnacije, ne omogućujući time rješenje pukom fizičkom smrću. Ti pojmovi u budizmu imaju ponešto drugačije značenje od onoga u hinduizmu ili zapadnom okultizmu kao i modernoj duhovnosti jer ne podrazumijevaju postojanje individualne duše, odnosno nekog oblika vječne, nepromjenjive suštine koja sa seli iz tijela u tijelo već je i to što stvara, prenosi ili zaprima određene utjecaje u novom obliku života slijedom sakupljenih karmičkih sadržaja dio prolaznog, uvjetovanog svijeta u vječnoj igri međuodnosa i uzročno-posljedičnih veza stvarajući pri tome iluziju individualnosti.
Budući u Vedama ima vrlo malo naznaka koje se mogu povezati s idejama poput reinkarnacije, ali i mnogim drugima koje danas doživljavamo ključnim u modernom hinduizmu (nenasilje, joga, asketizam i sl.), mnogi povjesničari smatraju kako te ideje dolaze iz sramanskog kruga utjecaja kojemu pripada i budizam, a koji bi možda mogao biti paralelna i neovisna tradicija vedskoj, možda i autohtona i pred-arijevska. Ako bi se ta pretpostavka pokazala točnom religijske bi tradicije kojima uz đinizam, neke izumrle i neke hinduizirane (npr. samkja, a sve više i đinizam gubi granicu prema hinduizmu) pripada i budizam mogli smatrati izvorom tih doktrina.
Spasenje iz kruga samsare, odnosno uvjetovane egzistencije i njoj svojstvene patnje se ostvaruje osmerostrukim putem.
Buda ovaj put vidi kao put sredine (umjerenosti) suprotstavljajući ga kako ekstremnoj askezi tako i laksizmu. Ako se žica na glazbenom instrumentu prenapregne puknut će, a ako je labava neće proizvoditi željeni zvuk često je navođena usporedba iz budističkih tekstova.

## Spisi

### Tripitaka
Tripitaka (pali: "tri košare") jedini su kanonski tekstovi teravade i dio kanonskih tekstova mahajane. Izraz "tri košare" označava tri vrste tekstova: Budina učenja, redovnička pravila te filozofska razmatranja.
Pojedine budističke skupine slijede samo prve dvije ili čak samo prvu "košaru" s ciljem što boljeg približavanja izvornom budizmu.
Teravada koristi pri tome pali kanon, dok mahajana koristi kinesku redakciju.

### Sutre
Kanonski spisi mahajane. Pisani na sanskrtu, nastaju nakon tripitake kroz dugo vremensko razdoblje i uz veću raznolikost učenja.

### Tantre
Kanonski spisi vađrajane, često ezoteričnog, mističnog i kriptičnog karaktera.

### Nekanonski tekstovi
Uz kanonske spise postoji i veliki broj komentara na njih te drugih tekstova raznih budističkih autoriteta (filozofa, mistika itd.) kroz povijest.

## Budizam u Hrvatskoj
U Hrvatskoj je zanimanje za budizam prvenstveno prisutno na akademskoj razini, koja se očituje u prevođenju i znanstvenom proučavanju izvornih budističkih djela. Hrvatski filozof i budist Čedomil Veljačić (Bikkhu Njanađivako), profesor i jedan od osnivača studija indologije na Filozofskom fakultetu u Zagrebu prevodio je izvorne tekstove palijskoga kanona, i u nizu radova proučavao budističku i azijsku misao. Također je i praktično živio budizam. Zaredio se i velik dio života proveo u teravadskom budističkom samostanu u Šri Lanki. Osim njega značajan je i Vladimir Devide koji je, promičući japansku kulturu posredno doprinio poznavanju zen budizma.
Budistička praksa u Hrvatskoj počinje sedamdesetih godina 20. stoljeća, kada se uz jogu i borilačke vještine osnivaju i meditacijske i studijske grupe. Od sredine devedesetih godina Hrvatsku posjećuju neki od značajnih učitelja budizma, poput Ayang Rinpochea, Shifu Sheng-Yena, Ađarija Jomyo Tanake, Dalaj-lame, Shechen Rabjam Rinpochea, Dorzin Rinpochea i Garchen Rinpochea.
Nekoliko budističkih zajednica djeluje u Zagrebu, Splitu i Rijeci. Većina ih pripada nekoj od škola mahajana grane budizma.